# Shobu Kirifuda
Shobu Kirifuda er en animeret duelant fra Duel Masters.
I sit deck benytter han civilisationen, Ild. Bolshack Dragon er hans favorit-kort.